# Călărași (županija)
Călărași (IPA: [cə.lə.'raʃʲ])  županija nalazi se u južnoj Rumunjskoj u povijesnoj pokrajini Vlaškoj. Glavni grad županije Călărași je istoimeni grad Călărași.

## Demografija
Po popisu stanovništva iz 2002. godine na prostoru županije Călărași živjelo je 324.617 stanovnika, dok je prosječna gustoća naseljenosti 64 km2.
- Rumunji -  95%[1]
- Romi i ostali.

| Godina | Ukupno stanovnika |
| ------ | ----------------- |
| 1948.  | 287.722           |
| 1956.  | 318.573           |
| 1966.  | 337.261           |
| 1977.  | 338.807           |
| 1992.  | 338.804           |
| 2002.  | 324.617           |

## Zemljopis
Županija Călărași ima površinu od 5.088 km ².
Čitav prostor išaran je malim rijekama i dubokim dolinama. Na jugu i istoku nalazi se dolina Dunava koja na istočnoj strani se dijeli u nekoliko grana i oblikuje otoke koji su isušeni. Na zapadnoj strani su rijeke Argeș i Dâmbovița koje teku prema Dunavu i oblikuju doline.

#### Susjedne županije
- Constanța na istoku.
- Ilfov i Giurgiu na zapadu.
- Ialomița na sjeveru.
- Oblast Silistra i Oblast Ruse u Bugarskoj na jugu.

## Gospodarstvo
Glavne gospodarske grane u županiji su:
- metalurgija - nalaze se veliki metalurški pogoni u Călărași i u Galati
- prerada hrane
- tekstilna industrija
- proizvodnja građevinskog materijala

Poljoprivreda je najvažnija gospodarska grana u županiji.

## Administrativna podjela
Županija Călărași podjeljena je na dva municipija, tri grada i 48 općina.

### Municipiji
- Călărași
- Oltenița

### Gradovi
- Budești
- Fundulea
- Lehliu-Gară

### Općine
| - Alexandru Odobescu - Belciugatele - Borcea - Căscioarele - Chirnogi - Chiselet - Crivăț - Ciocănești - Curcani - Cuza Vodă - Dichiseni - Dor Mărunt - Dorobanțu - Dragalina - Dragoș Vodă - Frăsinet - Frumușani | - Fundeni - Gălbinași - Grădiștea - Gurbănești - Ileana - Independența - Jegălia - Lehliu - Luica - Lupșanu - Mânăstirea - Mitreni - Modelu - Nana - Nicolae Bălcescu - Perișoru - Plătărești | - Radovanu - Roseți - Sărulești - Sohatu - Spanțov - Șoldanu - Ștefan cel Mare - Ștefan Vodă - Tămădău Mare - Ulmeni - Ulmu - Unirea - Valea Argovei - Vasilați - Vâlcelele - Vlad Țepeș |